# 日本国外におけるレジ袋の禁止
日本国外におけるレジ袋の禁止（にほんこくがいにおけるレジぶくろのきんし）は、小売業における軽量レジ袋の無制限な使用を禁止（または制限）する、日本以外の世界各国で施行されている法律である。ここで軽量レジ袋とは厚さが一般的に50ミクロン未満で生分解性のないプラスチック材質の少量運搬用袋を指し、通常は低密度ポリエチレン（LDPE）製である。軽量レジ袋は長らく商品購入顧客に無償提供され、便利で安価かつ衛生的な輸送手段とされてきたが、次第に環境プラスチック汚染の元凶のひとつとして問題化し、加えて製造に伴う再生不可能資源すなわち化石燃料の消費・廃棄処理もリサイクルも困難であること・焼却廃棄に伴う二酸化炭素排出による地球温暖化など諸問題が全世界で一気に噴出し始めた。そのため21世紀初頭より軽量レジ袋の段階的廃止に向け世界中で法整備が進んでいる。

日本では2025年時点でレジ袋を含む使い捨てプラスチック製品の使用を国の施策として制限・禁止する法律は施行されておらずその動きもない。（自治体条例としては亀岡市でレジ袋禁止が実施されている。）一方日本以外の各国では世界地域や先進国・開発途上国の別を問わず、政府が法律により軽量レジ袋を含む使い捨てプラスチック製品の使用を禁止したり、製造業者に対して課税するなどの施策を実行している。バングラデシュは2002年に軽量レジ袋を全面禁止した最初の国である。2010年から2019年の間にレジ袋の段階的廃止を目的とした公共政策の数は3倍に増加した。2024年時点で127か国が何らかの規制を導入しており91か国が使用を禁止している。

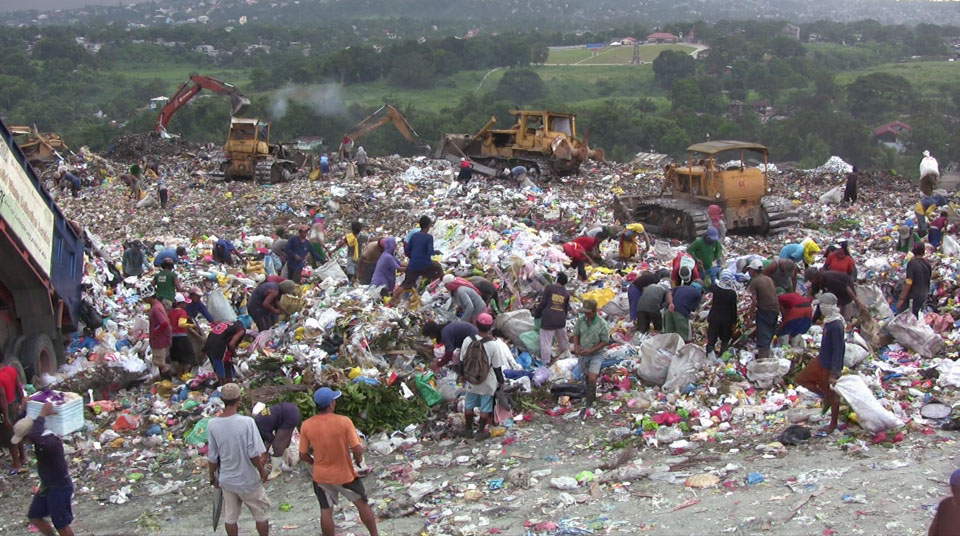
フィリピンのゴミの山に積まれたプラスチック廃棄物

## レジ袋が引き起こしている全地球的問題

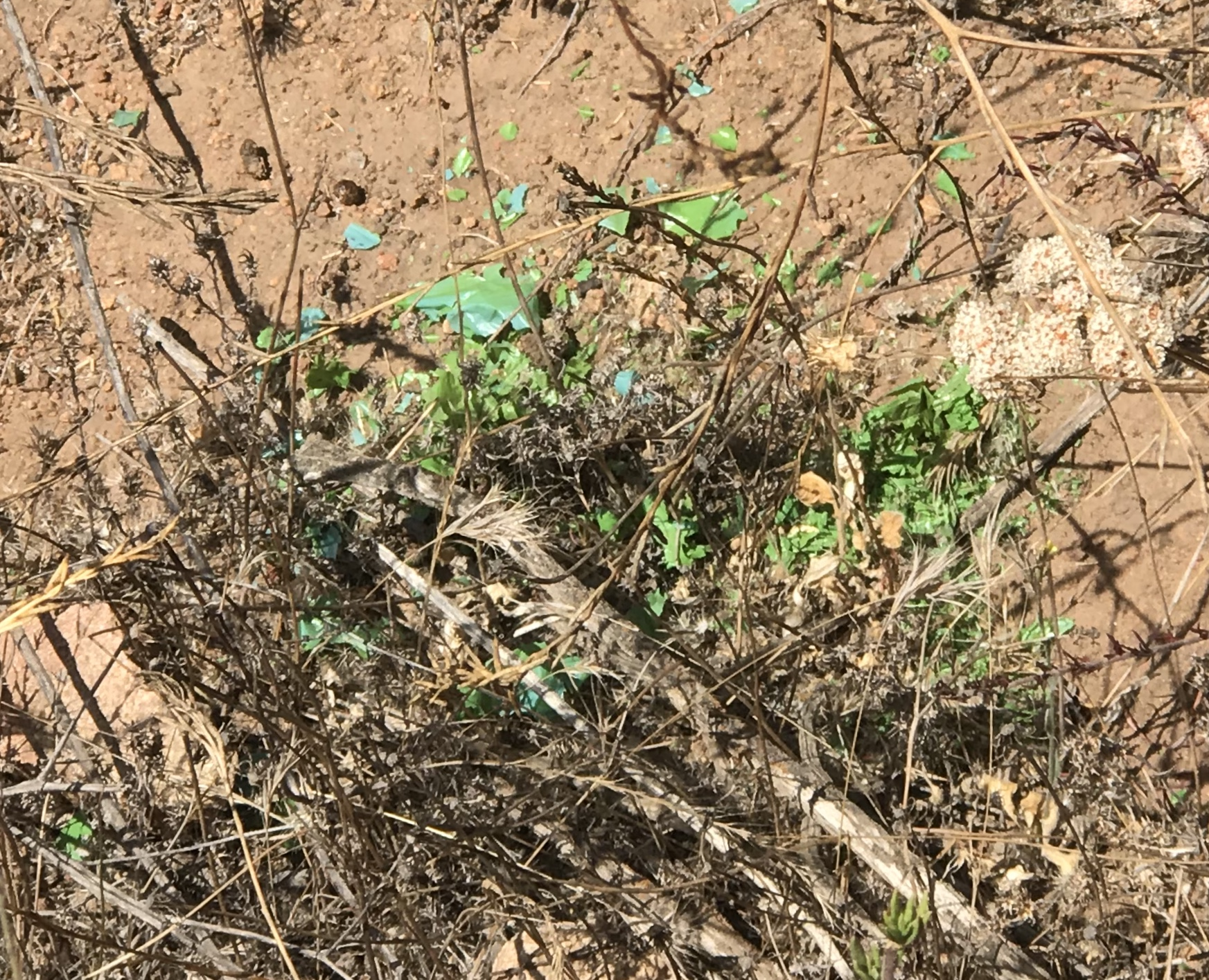
カリフォルニア州サンディエゴ、カウルズ・マウンテン・トレイルに雨がほとんど降らない状態で約3ヶ月間放置された、緑色のプラスチック製犬の糞回収袋。わずかに揺れるだけで数ミリメートルサイズの数百個のマイクロプラスチックに破砕される。

レジ袋をはじめプラスチック廃棄物の汚染は大小さまざまな生態系・環境問題を引き起こす。最も一般的な問題は廃棄物の量の多さである。多くのレジ袋が絶えることなく所かまわず捨てられまたは散乱し、やがて主要な水源・河川・小川を汚染し、また下水道を詰まらせ洪水の原因ともなる。毎年大量のプラスチックごみが海に流れ込み、海洋生物への脅威となっている。太平洋に流出したレジ袋は世界中の海岸に打ち上げられ、太平洋ゴミベルトに集積さえする。
2020年現在までに生産されたレジ袋をはじめプラスチックの総質量は、陸地と海洋のすべての動植物の生物量を上回っている。国連広報センターなどによれば、各国がプラスチックの生産・使用・廃棄の全段階において効率的な対策を早急に講じなければ、2050年までに海洋に棲息している全魚類よりも海洋ごみプラスチックの重量が上回ると推定している。2023年5月の69ページの国連報告書はプラスチック汚染はいまや「破壊的」なレベルに到達したとし、一刻も早い行動を呼び掛けている。
またレジ袋はその製造・廃棄・焼却に伴う二酸化炭素排出とは別に、自然環境下での分解によっても地球温暖化に直接寄与している。直射日光に長期にさらされるうちに劣化しメタンなどの温室効果ガスが放出される。特にLDPEは高い分岐性を持つ化学構造で分解が進みやすく、表面積が増えガスの放出が時間とともに指数関数的に増加する。ある212日間の環境暴露実験では、LDPE１グラムあたり1日放出ナノモル量（nmol⋅g⁻¹⋅d⁻¹）で、メタン5.8・エチレン14.5・エタン3.9・プロピレン9.7という排出量が記録された。また劣化レジ袋はそれに添加されていた難燃剤・可塑剤などの化学物質も放出し、これらの多くは環境ホルモンとして人類を含む生物の内分泌系に直接影響しうる。
野生動物に対するレジ袋による最も一般的な直接的被害は、絡まりと誤飲である。袋に絡まった野生動物は溺死することがある。またレジ袋を食物と誤認して摂取することも多く、その結果消化器が詰まり飢餓によって死亡する。摂取しなくてもレジ袋は野生動物や野鳥を捕捉したり、家畜さえ殺すこともある。世界自然保護基金（WWF）はレジ袋の平均的な「寿命」は約20年であるとし、毎年10万頭以上のクジラ・アザラシ・ウミガメなどが、レジ袋の絡まりや誤飲により死亡していると推定している。インドでは毎日多くの牛がレジ袋を含むゴミを誤って食べ死んでいる。アフリカでは袋により排水溝が詰まりそこに生息する蚊の数が増加し、深刻なマラリアやその他の伝染病の原因となることが非常に多い。中国では廃棄された（白い）レジ袋や発泡スチロールを表す言葉として「白色汚染」という言葉さえある。

## 施策
ほぼすべての施策には禁止か課金・課税が採用されている。それと同時に多くの店舗で再利用可能な買い物袋の導入が進んでいる。

### 禁止
2018年時点で、27か国が小売業者が消費者に軽量レジ袋をいかなる形でも配布することを完全に禁止している。禁止措置は最も効果的で直接的である一方、プラスチック製造業者は法規制を免れるためわずかに厚みのある非禁止のプラスチック袋を製造し、厚みが増えた分製造にかかる化石燃料消費とその廃棄物汚染を増やすという悪循環を起こした。

### 消費者への課金（有料化）
2018年時点で、30か国が小売業者が軽量レジ袋を配布する際にこれを有料とし、受け取る消費者に税金・課徴金・手数料など何らかの課金を実施している。課金方式は削減効果を持つとともに、消費者に選択の自由を与え新たな歳入源ともなる。しかし量は減っても継続使用される限り、環境汚染などの諸問題の真の解決には至らない。

### 業者への課税
多くの国々では、軽量レジ袋の製造業者や流通業者に課税する方針もとっている。2018年時点で、27か国がレジ袋の製造・生産に課税しており、63か国が軽量レジ袋に対して拡大生産者責任（EPR）制度を義務付けている。このEPR制度では、製造者が軽量レジ袋の適切なリサイクルプログラムに資金や支援を提供するか、袋の材質・設計を変更することを求める。

### リサイクル
可能ならばレジ袋のリサイクルも使用削減の一手段になり得るがリサイクル施設に届くレジ袋はわずかで、回収途中でも軽量な袋は容易に飛ばされ散乱・環境に散逸する可能性は常にある。レジ袋のリサイクルで大問題となるのはその軽量さであり、回収できるプラスチック原料が極僅かで採算が取れない上、リサイクル処理機器の隙間に入り込んだりして高額な修理を余儀なくされることもしばしばある。たとえばカリフォルニア州サンノゼでは修理費が年間約100万ドルに上っている。これらの事情により、軽量レジ袋などの袋やフィルム状のプラスチックは他のリサイクルプラスチックとは別に回収・取り扱いしなくてはならずさらに労力とコストがかかる。
もう一つの問題は材質や色調が多様である点である。軽量レジ袋はもっぱらLDPE材質でありこれにPETなど他の材質の袋が混入すると、そのリサイクル材から同じ品質の軽量レジ袋を製造することは非常に困難になる。LDPEであっても印刷や着色など白色でないものが混入したリサイクル原料は、（最も好まれる）白色のレジ袋には経済的には再生できない。

## 規制効果

買い物袋の環境影響の比較：標準的な軽量レジ袋（LDPE）と同程度の影響環境になるまでに、縦軸に示されているそれぞれの特定の材質の買い物袋なら何回使用できるかを、ライフサイクル分析（LCAt）全体にわたって測定した結果。

世界各地においてレジ袋規制は軽量レジ袋の使用率を減少させており、特に軽量レジ袋への課金後の使用率の変化がその効果をよく示している。2018年の研究によると、米国で使い捨て袋に対する5セントの課税は、その使用率を40パーセント減少させたという。2019年の既存研究のレビューによれば課徴金や税金の導入により、デンマークでは使用率が66％、アイルランドでは90％以上、南アフリカ、ベルギー、香港、ワシントンD.C.、サンタバーバラ、英国、ポルトガルでは74〜90％、ボツワナと中国では約50％減少した。
禁止措置が講じられた場合軽量レジ袋の使用率に関するデータを収集することはできなくなるが、その効果はレジ袋廃棄物や製造に使われたプラスチック材料の減少にあらわれる。たとえば2010～2014年の間に全域で禁止されたシアトルではその間人口が10％増加したにもかかわらず、軽量レジ袋が一般家庭ごみに占める割合が50％減少した。2019年の研究ではカリフォルニア州における軽量レジ袋禁止措置が約18100トンのプラスチック削減につながった一方で、ゴミ袋の購入によって約5400トンのプラスチックが新たに使用されたと見積もられた。すなわちゴミ袋として再利用されていた軽量レジ袋はわずか12～22％に過ぎず、レジ袋禁止はゴミ袋使用を増加しプラスチック削減にならないという批判は当たらないことが明白になった。
さらに2025年にサイエンス誌に発表された研究では、2017～2023年の間に米国全土で採用された数百の州および地方のレジ袋政策と、45,000件を超える海岸清掃活動から収集した地域データを用いて分析した結果、米国での海岸のゴミ全体に占めるレジ袋の割合は、レジ袋の禁止や課金のある地域はない地域に比べて25～47％低かった。

## 批判
禁止措置はレジ袋の「ブラックマーケット」を拡大させる可能性がある。軽量レジ袋でない厚手のプラスチック袋の使用が増加する可能性がある。そのような厚手の袋はリサイクル可能ではあるが一般リサイクルごみとは別の処理を必要とするため（「施策＞リサイクル」の項参照）、リサイクルされず廃棄物が増えうる。
買い物袋の再使用は小売店舗内に雑菌を持ち込む可能性があるため、衛生面では使い捨てレジ袋よりも劣ると考えられている。

## 世界各国での法規制

2025年各国別の軽量レジ袋規制状況（可決未施行法律は表示していない）
禁止
課金（強制）
課金（任意）
一部地域で禁止または課金

以下の表は2025年時点までの世界各国の現状をまとめたものである。
| 規制                         | 国                               | 地域             | 注記 | 引用                                                           |
| ---------------------------- | -------------------------------- | ---------------- | --- | -------------------------------------------------------------- |
| 禁止                         | アフガニスタン                   | アジア・太平洋   | | [ 48 ]                                                         |
| 禁止                         | アルバニア                       | 東欧             | 2018年より | [ 49 ]                                                         |
| 禁止                         | アンドラ                         | 西欧・北欧・南欧 | 2017年より | [ 50 ]                                                         |
| 禁止                         | アンギラ                         |                  | 2018年より | [ 51 ]                                                         |
| 禁止                         | アンティグア・バーブーダ         | 中南米           | | [ 52 ]                                                         |
| 一部地域で禁止               | アルゼンチン                     | 中南米           | いくつかの行政区や市で禁止 | [ 53 ]                                                         |
| 禁止                         | アルメニア                       | 東欧             | 2022年より | [ 54 ]                                                         |
| 禁止                         | オーストラリア                   | 西欧・北欧・南欧 | すべての州および準州のスーパーマーケットで軽量レジ袋禁止。当初は2つの大手スーパーマーケットチェーンで再利用可能な厚手の15セント袋に置き換えられたが、2023年6月までに廃止。スーパーマーケット以外の小売業者に関する法律は州および準州によって異なる。ノーフォーク島は小売業者と自主協定を結んでいる。 | [ 55 ] [ 56 ] [ 57 ] [ 58 ] [ 59 ] [ 60 ] [ 61 ] [ 62 ] [ 63 ] |
| 禁止                         | オーストリア                     | 西欧・北欧・南欧 | 2020年より | [ 64 ]                                                         |
| 禁止                         | アゼルバイジャン                 | 東欧             | 2021年より | [ 65 ]                                                         |
| 禁止                         | バハマ                           | 中南米           | 2020年より | [ 66 ]                                                         |
| 禁止                         | バーレーン                       | アジア・太平洋   | 2019年より | [ 67 ]                                                         |
| 禁止                         | バングラデシュ                   | アジア・太平洋   | 2002年より | [ 68 ]                                                         |
| 禁止                         | バルバドス                       | 中南米           | 2019年より | [ 69 ]                                                         |
|                              | ベラルーシ                       | 東欧             | 禁止検討中 | [ 70 ]                                                         |
| 禁止                         | ベルギー                         | 西欧・北欧・南欧 | 2016年より（ワロン地域）、2017年より（ブリュッセル）、2019年より（フランダース地域） | [ 71 ]                                                         |
| 禁止                         | ベリーズ                         | 中南米           | 2019年アースデイより | [ 72 ] [ 73 ]                                                  |
| 禁止                         | ベナン                           | アフリカ         | 2017年より | [ 74 ] [ 75 ]                                                  |
| 禁止                         | ブータン                         | アジア・太平洋   | | [ 76 ]                                                         |
| 一部地域で禁止               | ボリビア                         | 南米             | ラパスで禁止 | [ 77 ]                                                         |
| 課金                         | ボスニア・ヘルツェゴビナ         | 東欧             | | [ 48 ]                                                         |
| 禁止                         | ボツワナ                         | アフリカ         | 2018年より |                                                                |
| 一部地域で禁止               | ブラジル                         | 中南米           | サンパウロとリオデジャネイロ州で禁止 | [ 78 ] [ 79 ]                                                  |
|                              | イギリス領インド洋地域           |                  | 紙袋への移行を検討中 | [ 80 ]                                                         |
| 課金（任意）                 | ブルネイ                         | アジア・太平洋   | | [ 81 ]                                                         |
| 課金                         | ブルガリア                       | 東欧             | | [ 82 ]                                                         |
| 禁止                         | ブルキナファソ                   | アフリカ         | 2015年より | [ 83 ] [ 75 ]                                                  |
| 禁止                         | ブルンジ                         | アフリカ         | 2019年より | [ 84 ]                                                         |
| 課金                         | カンボジア                       | アジア・太平洋   | 2017年より | [ 85 ]                                                         |
| 禁止                         | カメルーン                       | アフリカ         | 2014年より | [ 86 ]                                                         |
| 禁止                         | カナダ                           | 北米             | 2022年より | [ 87 ]                                                         |
| 禁止                         | カーボベルデ                     | アフリカ         | 2017年より | [ 88 ] [ 75 ]                                                  |
| 禁止                         | 中央アフリカ共和国               | アフリカ         | 2021年より | [ 89 ]                                                         |
| 一部地域で禁止               | チャド                           | アフリカ         | ンジャメナで禁止 | [ 90 ]                                                         |
| 禁止                         | チリ                             | 中南米           | 2019年より | [ 91 ]                                                         |
| 禁止                         | 中国                             | アジア・太平洋   | 2022年より。2008年から課金開始、2025年までに生鮮食品市場を除き全面禁止に置き換え。香港とマカオは課金。 | [ 92 ] [ 93 ] [ 94 ] [ 95 ] [ 96 ]                             |
| 課金                         | 台湾                             | アジア・太平洋   | 2003年より課金、2030年禁止予定 | [ 97 ] [ 98 ] [ 99 ] [ 100 ]                                   |
| 禁止                         | コロンビア                       | 中南米           | 2017年より 。再使用可能袋には課金。 | [ 101 ] [ 102 ]                                                |
| 禁止                         | コモロ                           | アフリカ         | 2018年より | [ 103 ]                                                        |
|                              | クック諸島                       |                  | 禁止計画中。非生分解性プラスチック袋の輸入は2012年より禁止 | [ 104 ] [ 105 ]                                                |
| 禁止                         | コスタリカ                       | 中南米           | 2021年より | [ 106 ] [ 107 ]                                                |
| 禁止                         | コンゴ民主共和国                 | アフリカ         | 2018年より | [ 108 ]                                                        |
| 禁止                         | コンゴ共和国                     | アフリカ         | 2011年より | [ 109 ]                                                        |
| 禁止                         | クロアチア                       | 東欧             | 2022年より | [ 110 ]                                                        |
| 禁止                         | キプロス                         | 西欧・北欧・南欧 | 2023年より | [ 111 ] [ 112 ]                                                |
| 課金                         | チェコ                           | 東欧             | 2018年より | [ 113 ]                                                        |
| 課金                         | デンマーク                       | 西欧・北欧・南欧 | 1993年より課税（グリーンランドを含む） | [ 114 ] [ 115 ]                                                |
| 禁止                         | ジブチ                           | アフリカ         | | [ 48 ]                                                         |
| 禁止                         | ドミニカ国                       | 北米             | 2019年より | [ 116 ]                                                        |
| 禁止                         | 東ティモール                     | アジア・太平洋   | 2021年より | [ 117 ]                                                        |
| 課金                         | エクアドル                       | 中南米           | 2020年より課金。ガラパゴス諸島では禁止。 | [ 118 ] [ 119 ]                                                |
| 一部地域で禁止               | エジプト                         | アフリカ         | 紅海県では禁止 | [ 120 ]                                                        |
| 課金                         | 赤道ギニア                       | アフリカ         | 2019年より | [ 121 ]                                                        |
| 禁止                         | エリトリア                       | アフリカ         | 2005年より | [ 122 ]                                                        |
| 課金                         | エストニア                       | 東欧             | 2017年より | [ 114 ]                                                        |
| 禁止                         | エスワティニ                     | アフリカ         | 2024年より | [ 123 ]                                                        |
| 一部地域で禁止               | エチオピア                       | アフリカ         | | [ 124 ]                                                        |
| 禁止                         | フィジー                         | アジア・太平洋   | 2020年より | [ 125 ]                                                        |
| 課金（任意）                 | フィンランド                     | 西欧・北欧・南欧 | | [ 126 ] [ 114 ]                                                |
| 禁止                         | フランス                         | 西欧・北欧・南欧 | 2016年より（海外フランス領含む） | [ 127 ] [ 128 ] [ 129 ] [ 130 ] [ 131 ]                        |
| 禁止                         | ガボン                           | アフリカ         | 2010年より | [ 132 ]                                                        |
| 禁止                         | ガンビア                         | アフリカ         | 2015年より | [ 133 ] [ 75 ]                                                 |
| 禁止                         | ジョージア                       | 東欧             | 2017年より | [ 134 ]                                                        |
| 禁止                         | ドイツ                           | 西欧・北欧・南欧 | 2022年より | [ 135 ]                                                        |
| 禁止                         | ジブラルタル                     |                  | 2019年より | [ 136 ]                                                        |
| 課金                         | ギリシャ                         | 西欧・北欧・南欧 | 2018年より | [ 137 ]                                                        |
| 禁止                         | グレナダ                         | 中南米           | 2019年より | [ 138 ]                                                        |
| 禁止                         | グアテマラ                       | 中南米           | 2021年より | [ 139 ]                                                        |
| 一部地域で禁止か課金（任意） | ガーンジー島                     |                  | オルダニー島では禁止、ガーンジー島では課金（任意） | [ 140 ] [ 141 ]                                                |
| 禁止                         | ギニアビサウ                     | アフリカ         | 2016年より | [ 142 ] [ 75 ]                                                 |
| 禁止                         | ガイアナ                         | 中南米           | 2021年より | [ 143 ]                                                        |
| 禁止                         | ハイチ                           | 中南米           | | [ 144 ] [ 73 ]                                                 |
| 一部地域で禁止               | ホンジュラス                     | 中南米           | イスラス・デ・ラ・バイア県では禁止 | [ 145 ]                                                        |
| 課金                         | ハンガリー                       | 東欧             | 2012年より | [ 114 ]                                                        |
| 禁止                         | アイスランド                     | 西欧・北欧・南欧 | 2021年より | [ 146 ]                                                        |
| 禁止                         | インド                           | アジア・太平洋   | 2002年より。施行が不十分なため、地域レベルでも禁止されている。 | [ 5 ] [ 147 ]                                                  |
| 一部地域で禁止か課金         | インドネシア                     | アジア・太平洋   | 23都市で課金。 バリ島では2019年より、ジャカルタでは2020年より禁止。 | [ 148 ] [ 149 ] [ 150 ] [ 151 ]                                |
| 一部地域で禁止               | イラク                           | アジア・太平洋   | クルディスタン地域で禁止 | [ 152 ]                                                        |
| 課金                         | アイルランド                     | 西欧・北欧・南欧 | 2002年より0.15ユーロ課税、2007年に0.22ユーロに増額。これらの措置後使用量は 90%削減された。 | [ 153 ] [ 154 ]                                                |
| 禁止                         | マン島                           |                  | 2023年より全面禁止（オキソ分解性プラスチック製品も含む） | [ 155 ] [ 156 ] [ 157 ]                                        |
| 課金                         | イスラエル                       | 西欧・北欧・南欧 | 2017年より | [ 158 ]                                                        |
| 禁止                         | イタリア                         | 西欧・北欧・南欧 | 2011年より | [ 159 ]                                                        |
| 禁止                         | コートジボワール                 | アフリカ         | 2014年より | [ 160 ] [ 75 ]                                                 |
| 禁止                         | ジャマイカ                       | 中南米           | 2019年より | [ 161 ] [ 73 ]                                                 |
| 禁止                         | ジャージー島                     |                  | 2022年より。再利用可能袋は70ペンス課金。 | [ 162 ] [ 163 ]                                                |
|                              | カザフスタン                     | アジア・太平洋   | 禁止を検討中 | [ 164 ]                                                        |
| 禁止                         | ケニア                           | アフリカ         | 2017年より | [ 165 ]                                                        |
| 禁止                         | キリバス                         | アジア・太平洋   | 2020年より | [ 166 ]                                                        |
| 一部地域で禁止               | キルギス                         | アジア・太平洋   | 観光地で禁止、 2027年より全域禁止予定。 | [ 167 ]                                                        |
| 課金                         | ラトビア                         | 東欧             | 2019年より。2025年より禁止移行予定。 | [ 168 ] [ 169 ]                                                |
| 一部地域で禁止               | レバノン                         | アジア・太平洋   | ビブロスで禁止 | [ 170 ]                                                        |
|                              | レソト                           | アフリカ         | 課金検討中 | [ 171 ]                                                        |
| 課金                         | リトアニア                       | 東欧             | 2018年より | [ 114 ]                                                        |
| 課金                         | ルクセンブルク                   | 西欧・北欧・南欧 | | [ 114 ] [ 126 ]                                                |
| 禁止                         | マダガスカル                     | アフリカ         | 2015年より | [ 172 ]                                                        |
|                              | マラウイ                         | アフリカ         | 禁止が何回か取り消された | [ 103 ]                                                        |
| 一部地域で課金               | マレーシア                       | アジア・太平洋   | ２州で課金 | [ 173 ] [ 174 ]                                                |
| 禁止                         | モルディブ                       | アジア・太平洋   | 2021年より | [ 175 ]                                                        |
| 禁止                         | マリ                             | アフリカ         | | [ 176 ] [ 75 ]                                                 |
| 禁止                         | マルタ                           | 西欧・北欧・南欧 | 2022年より | [ 114 ] [ 177 ]                                                |
| 禁止                         | マーシャル諸島                   | アジア・太平洋   | | [ 178 ]                                                        |
| 禁止                         | モーリタニア                     | アフリカ         | 2013年より | [ 179 ]                                                        |
| 禁止                         | モーリシャス                     | アフリカ         | 2016年より | [ 180 ]                                                        |
| 一部地域で禁止               | メキシコ                         | 中南米           | 18州とメキシコシティで禁止 | [ 181 ] [ 182 ] [ 183 ]                                        |
| 禁止                         | ミクロネシア連邦                 | アジア・太平洋   | 2020年より | [ 178 ] [ 184 ] [ 185 ] [ 186 ]                                |
| 禁止                         | モルドバ                         | 東欧             | 2021年より | [ 187 ]                                                        |
| 禁止                         | モナコ                           | 西欧・北欧・南欧 | 2016年より | [ 188 ]                                                        |
| 禁止                         | モンゴル                         | アジア・太平洋   | 2019年より | [ 189 ]                                                        |
| 禁止                         | モンテネグロ                     | 東欧             | 2024年より | [ 190 ]                                                        |
| 禁止                         | モロッコ                         | アフリカ         | 2016年より | [ 191 ]                                                        |
| 課金                         | モザンビーク                     | アフリカ         | 2016年より。 2024年より禁止移行予定。 | [ 192 ] [ 193 ]                                                |
| 一部地域で禁止               | ミャンマー                       | アジア・太平洋   | ヤンゴンで禁止 | [ 194 ]                                                        |
| 一部地域で禁止               | ナミビア                         | アフリカ         | 保護地域では禁止。課税は承認されたが実施されていない。 | [ 103 ] [ 195 ]                                                |
| 禁止                         | ナウル                           | アジア・太平洋   | 2021年より | [ 196 ]                                                        |
| 禁止                         | ネパール                         | アジア・太平洋   | | [ 197 ]                                                        |
| 課金                         | オランダ                         | 西欧・北欧・南欧 | 2016年より。アルバ、キュラソー、シント・マールテン、オランダ領カリブでは禁止。 | [ 198 ] [ 199 ] [ 200 ] [ 201 ] [ 202 ] [ 203 ]                |
| 禁止                         | ニュージーランド                 | 西欧・北欧・南欧 | 2019年より。ニウエでも禁止。 クック諸島で禁止検討中 | [ 204 ] [ 205 ] [ 104 ]                                        |
| 禁止                         | ニジェール                       | アフリカ         | | [ 206 ] [ 75 ]                                                 |
| 禁止                         | ナイジェリア                     | アフリカ         | | [ 207 ] [ 75 ]                                                 |
| 禁止                         | ニウエ                           |                  | 2020年より | [ 205 ] [ 208 ]                                                |
| 課金                         | 北マケドニア共和国               | 東欧             | 2009年より | [ 209 ] [ 210 ]                                                |
| 課金（任意）                 | ノルウェー                       | 西欧・北欧・南欧 | | [ 211 ]                                                        |
| 禁止                         | オマーン                         | アジア・太平洋   | 2021年より | [ 212 ]                                                        |
| 禁止                         | パキスタン                       | アジア・太平洋   | 1994年から2019年にかけて各州・準州で独自に禁止 | [ 213 ] [ 214 ] [ 215 ] [ 216 ]                                |
| 禁止                         | パラオ                           | アジア・太平洋   | | [ 217 ]                                                        |
| 禁止                         | パナマ                           | 中南米           | 2019年より | [ 218 ]                                                        |
| 禁止                         | パプアニューギニア               | アジア・太平洋   | 2016年より | [ 219 ] [ 220 ]                                                |
| 課金                         | ペルー                           | 中南米           | 2019年より | [ 221 ] [ 222 ]                                                |
| 一部地域で禁止 か課金        | フィリピン                       | アジア・太平洋   | 一部を除くマニラ都市圏で禁止。 | [ 223 ] [ 224 ] [ 225 ] [ 226 ] [ 227 ]                        |
| 課金                         | ポーランド                       | 東欧             | 2018年より | [ 228 ]                                                        |
| 課金                         | ポルトガル                       | 西欧・北欧・南欧 | 2016年より | [ 229 ]                                                        |
| 禁止                         | ルーマニア                       | 東欧             | 2019年より | [ 114 ]                                                        |
|                              | ロシア                           | 東欧             | 2024年より禁止検討中 | [ 230 ]                                                        |
| 禁止                         | ルワンダ                         | アフリカ         | 2008年より | [ 231 ]                                                        |
| 禁止                         | セントクリストファー・ネイビス   | 中南米           | 2025年より | [ 232 ]                                                        |
| 禁止                         | セントビンセント・グレナディーン | 中南米           | 020年より | [ 233 ]                                                        |
| 禁止                         | サモア                           | アジア・太平洋   | 2019年より | [ 234 ]                                                        |
| 禁止                         | サンマリノ                       | 西欧・北欧・南欧 | 2021年より | [ 235 ]                                                        |
| 禁止                         | サントメ・プリンシペ             | アフリカ         | 2021年より | [ 236 ]                                                        |
| 禁止                         | セネガル                         | アフリカ         | 2015年より | [ 237 ] [ 75 ]                                                 |
| 課金                         | セルビア                         | 東欧             | 2018年より。ベオグラード と ノヴィ・サドでは禁止。 | [ 238 ] [ 239 ]                                                |
| 禁止                         | セーシェル                       | アフリカ         | 2017年より | [ 240 ]                                                        |
| 課金                         | スロバキア                       | 東欧             | 2017年より | [ 114 ]                                                        |
| 課金                         | スロベニア                       | 東欧             | 2019年より | [ 241 ]                                                        |
| 禁止                         | ソロモン諸島                     | アジア・太平洋   | 2023年より | [ 242 ]                                                        |
| 禁止                         | ソマリア                         | アフリカ         | 2024年より。ソマリランドでも禁止。 | [ 243 ] [ 244 ] [ 245 ] [ 246 ] [ 247 ]                        |
| 課金                         | 南アフリカ                       | アフリカ         | 2004年より | [ 248 ] [ 249 ]                                                |
| 禁止                         | 韓国                             | アジア・太平洋   | 2018年より | [ 250 ]                                                        |
| 禁止                         | 南スーダン                       | アフリカ         | | [ 251 ]                                                        |
| 課金                         | スペイン                         | 西欧・北欧・南欧 | 2018年より。バレアレス諸島では2020年より禁止。 | [ 252 ] [ 253 ]                                                |
| 禁止                         | スリランカ                       | アジア・太平洋   | 2017年より | [ 254 ]                                                        |
| 一部地域で禁止               | スーダン                         | アフリカ         | ハルツーム州で禁止 | [ 255 ]                                                        |
| 課金                         | スウェーデン                     | 西欧・北欧・南欧 | | [ 256 ]                                                        |
| 課金（任意）                 | スイス                           | 西欧・北欧・南欧 | ジュネーブでは2020年より禁止、その他地域では課金（任意）。 | [ 257 ] [ 258 ] [ 259 ] [ 260 ]                                |
| 禁止                         | タジキスタン                     | アジア・太平洋   | 2025年より | [ 261 ]                                                        |
| 禁止                         | タンザニア                       | アフリカ         | 2019年より | [ 262 ] [ 263 ]                                                |
| 禁止                         | タイ                             | アジア・太平洋   | 2021年より | [ 264 ] [ 265 ]                                                |
| 禁止                         | トーゴ                           | アフリカ         | 2018年より | [ 266 ] [ 75 ]                                                 |
| 禁止                         | チュニジア                       | アフリカ         | 2017年より | [ 267 ]                                                        |
| 課金                         | トルコ                           | 西欧・北欧・南欧 | 地域によっては禁止。 トルコ統治下の北キプロスでは課金。 | [ 268 ] [ 269 ] [ 270 ]                                        |
| 禁止                         | タークス・カイコス諸島           |                  | 2019年より | [ 271 ]                                                        |
| 禁止                         | ツバル                           | アジア・太平洋   | 2019年より | [ 272 ]                                                        |
| 禁止                         | ウガンダ                         | アフリカ         | 2007年より | [ 273 ]                                                        |
| 禁止                         | ウクライナ                       | 東欧             | 2021年より | [ 274 ] [ 275 ]                                                |
| 禁止                         | アラブ首長国連邦                 | アジア・太平洋   | 2024年より | [ 276 ]                                                        |
| 課金                         | イギリス                         | 西欧・北欧・南欧 | イングランド: 2015年より5ペンス、2021年より10ペンス。 | [ 277 ] [ 278 ]                                                |
| 課金                         | イギリス                         | 西欧・北欧・南欧 | 北アイルランド: 2013年より5ペンス、 2022年より25ペンス。 | [ 279 ] [ 280 ]                                                |
| 課金                         | イギリス                         | 西欧・北欧・南欧 | スコットランド: 2014年より5ペンス、2021年より10ペンス。 | [ 281 ] [ 282 ]                                                |
| 課金                         | イギリス                         | 西欧・北欧・南欧 | ウェールズ: 2011年より5ペンス、禁止検討中。 | [ 283 ] [ 284 ]                                                |
| 一部地域で禁止か課金         | アメリカ                         | 北米             | 12の州（事実上の1州）と5つの準州で禁止、 ワシントンDCで課金。 いくつかの自治体は禁止や課金を実施中。 | 「アメリカ合衆国でのレジ袋禁止」の記事（英語版）               |
| 禁止                         | ウルグアイ                       | 南米             | 2019年より | [ 285 ]                                                        |
| 課金                         | ウズベキスタン                   | アジア・太平洋   | 2019年より | [ 286 ]                                                        |
| 禁止                         | バヌアツ                         | アジア・太平洋   | 2018年より | [ 287 ]                                                        |
| 禁止                         | バチカン市国                     | 西欧・北欧・南欧 | 2019年より | [ 288 ]                                                        |
|                              | ベトナム                         | アジア・太平洋   | 2025年からの禁止を計画 | [ 289 ]                                                        |
| 禁止                         | イエメン                         | アジア・太平洋   | | [ 48 ]                                                         |
|                              | ザンビア                         | アフリカ         | 禁止が発表されたが実施されていない。 | [ 103 ]                                                        |
| 禁止                         | ジンバブエ                       | アフリカ         | | [ 48 ]                                                         |

### アフリカ

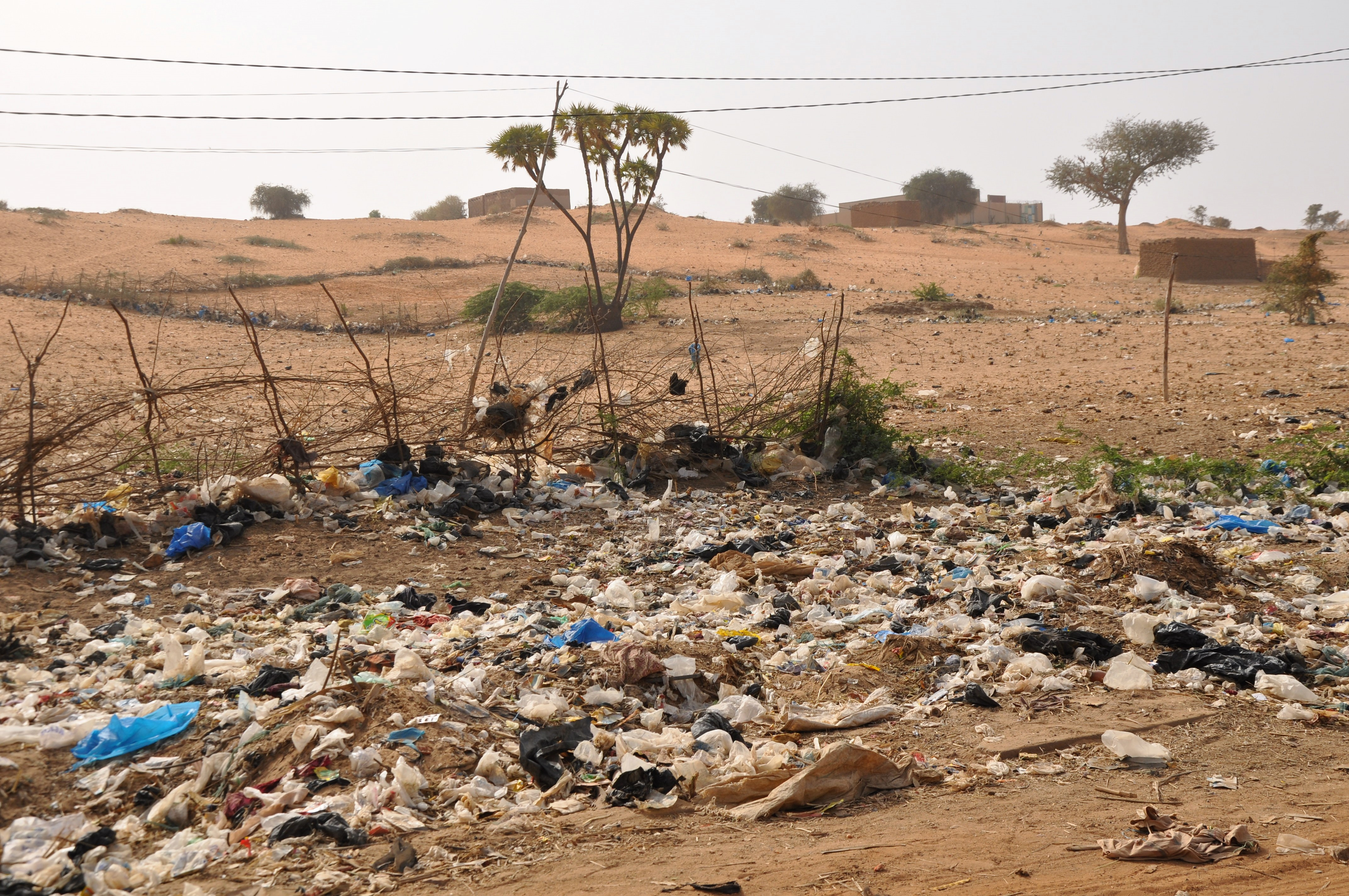
Karey Gorou, ニジェールに散乱するプラスチックごみ

#### ケニア
ケニアは2007年および2011年に厚さ30ミクロン未満のレジ袋の製造および輸入を禁止する最初の試みを行ったが、製造業者および小売業者が代替材料コストを消費者に転嫁すると脅し失敗に終わった。2017年環境・天然資源大臣ジュディ・ワクングは、官報通知番号2356に基づき商業用および家庭用包装に使用されるすべてのレジ袋の使用・製造・輸入を禁止した。2017年8月28日、ケニアは全国的に一次包装用袋・医療廃棄物袋・ごみ箱用ライナーを除く軽量レジ袋の禁止を実施した。この禁止措置は世界で最も厳しいものの一つとされており、違反すると最大で4万ドルまたは4年の禁錮刑が科される可能性がある。
2019年世界環境デーに際しウフル・ケニヤッタ大統領は、ケニアのプラスチック汚染対策および廃棄物の持続可能な管理に対する取り組みをさらに強化し、保護された自然地域における使い捨てプラスチックの使用を禁止した。この禁止措置は2020年6月5日に発効し、国立公園・海岸・森林・保護区におけるプラスチックの使用を禁じている。

#### ナイジェリア
2019年5月ナイジェリア下院は、レジ袋の輸入・生産・使用を禁止した。

#### ルワンダ
ルワンダでは2008年にレジ袋の禁止が施行された。ルワンダ政府は、2011年から近隣諸国（Great Rift Valley）にも同様の禁止措置をとるよう呼びかけている。

#### ソマリア
ソマリアではレジ袋は多くが風で飛ばされて木や低木に引っかかり、葉を食べる動物が誤って袋を飲み込んでしまい、家畜にとって危険であることから、「ハルゲイサの花」とあだ名されている。
ソマリランド共和国（自称）は既存のレジ袋ストックを処分するための120日間の猶予期間の後、2005年3月1日にレジ袋の禁止を実施した。貿易・産業省は「国内におけるレジ袋の輸入・製造・使用の禁止」と題された政令によって閣議決定を発表した。2015年には大統領令#JSL/M/XERM/249-3178/042015によってこの禁止措置が再度発令され、再び120日間の猶予期間が設けられた。2016年政府はこの禁止措置の実施を確実にするため、各事業所の調査を行う特別チームを編成した。少なくとも1000人の制服を着た職員が主要市場およびショッピングモールに配備された。政府はレジ袋の販売を継続する違反者に対する罰金を発表した。

#### 南アフリカ
南アフリカでは2004年にレジ袋税が導入される以前、レジ袋は大きな問題となっていた。袋は禁止されていないが製造業者が支払う税が導入された。厚手のレジ袋が課税対象であり、当初は消費者の反発と使用量の減少を引き起こしたものの、その後消費量は再び次第に増加し毎年数十億枚の買い物袋が使用されている。

#### タンザニア
ザンジバル革命政府は2005年にレジ袋を禁止した。タンザニアは2006年に全国的なレジ袋禁止を導入する計画を立てたが批准は10年以上遅れ、2019年6月1日にようやく施行された。

#### チュニジア
チュニジアは2017年3月1日よりスーパーマーケットでのレジ袋配布を禁止した。地方自治・環境省と国内の大手スーパーチェーンとの間で、レジ袋の消費削減を目指すプロセスの第一段階として合意が結ばれた。チュニジアの活動家たちは、より環境に優しい政策の確立を目指して啓発キャンペーンを計画している。

#### ウガンダ

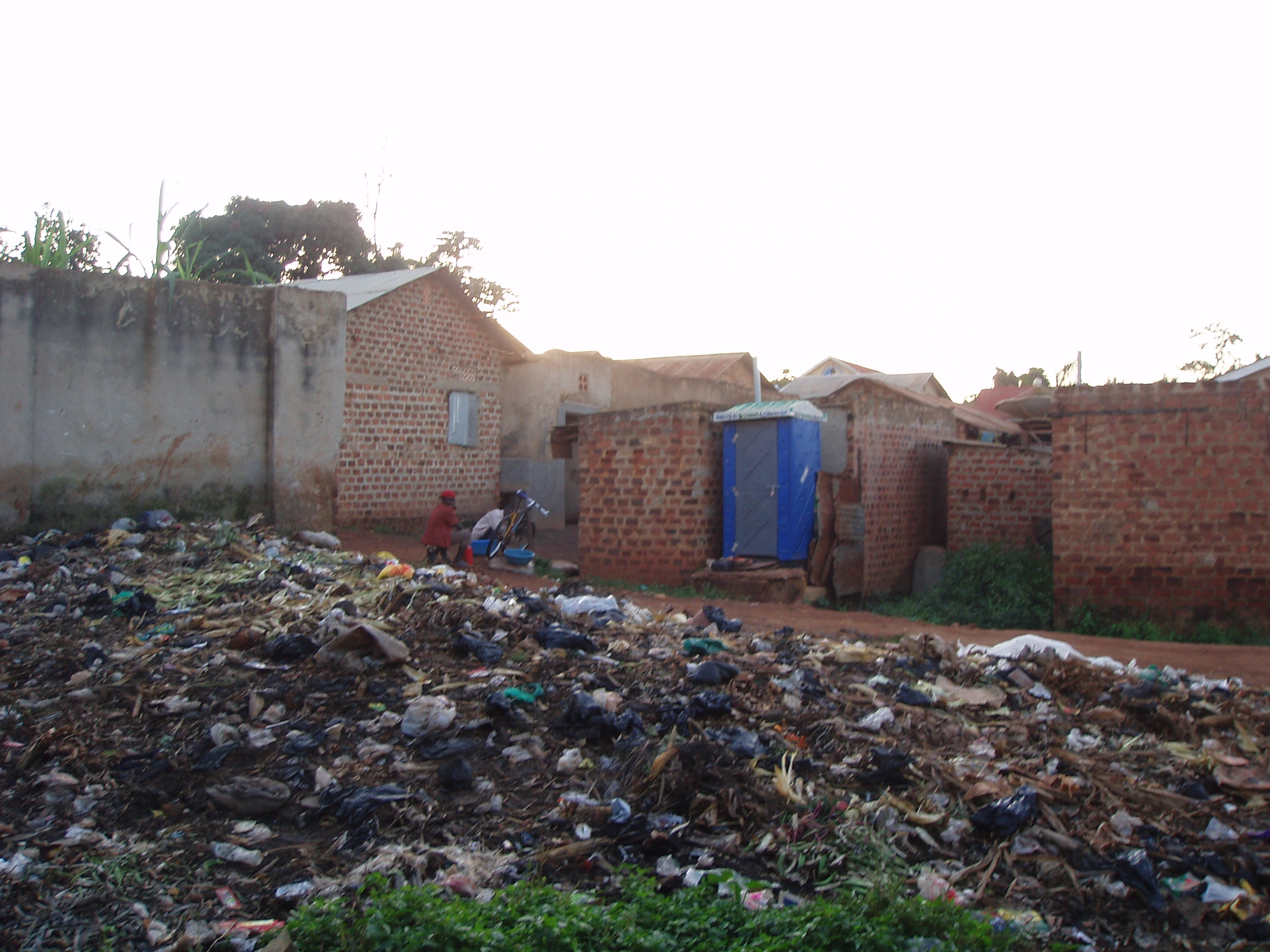
ウガンダ、カンパラのビニール袋を含むゴミの山

ウガンダは2007年に厚さ30ミクロン未満の軽量レジ袋の販売禁止と、それ以上の厚さの袋に対する120%の懲罰的課税を定めた法律を導入した。これらの法律は同年9月に発効したが法の執行は不十分で、実際にはレジ袋の使用削減に効果を上げていないという。

### 中近東

#### イスラエル
イスラエルでは大手小売店に対し、2017年1月以降持ち手付きのレジ袋1枚につき0.10新シェケルを消費者に請求することを義務付けた。2014年のイスラエルにおけるレジ袋の平均使用量は1人あたり年間275枚であったが、この法律施行から4か月後対象小売業者が配布する軽量レジ袋の数は80％減少した。

### アジア

#### バングラデシュ
バングラデシュでは1988～1998年の間に散乱したレジ袋ごみによって国土の3分の2が洪水したことを受け、2002年に厳格な禁止措置が導入された。

#### カンボジア
カンボジアでは2017年10月にレジ袋税を導入する法律が可決された。スーパーマーケットでは、必要な場合1枚につき400リエル（10米セント）が課金されるようになった。

#### 中国
中国では2008年6月1日に軽量レジ袋の全面禁止および有料化が導入された。これは下水処理および一般廃棄物の問題が理由であった。2009年の調査ではスーパーマーケットにおけるレジ袋使用が60～80%減少し、使用枚数は400億枚減ったとされる。しかし実態報告によればこの禁止措置の効果は限定的であり、レジ袋は依然として広く使用されている。特に小規模商店や露店など国内小売の大部分を占める膨大な数の店舗が、それらを全て取り締まることの困難さに甘んじ禁止措置に従っていない。
「白色汚染」（簡体字: 白色污染; 拼音: báisè wūrǎn、または「白色ごみ」白色垃圾 baise laji）は中国、後に南アジアで使われるようになった地域限定の用語である。他の地域ではあまり認知されていないがこの用語は、白いレジ袋や発泡スチロール容器など、色の薄いプラスチック製品が1990年代半ばから後半にかけて農地・景観・水路などに大量に出現したことを指す。1999年には国務院による最初の禁止措置に際して、この用語が公式文書で使用されていたことが確認されている。

##### 香港

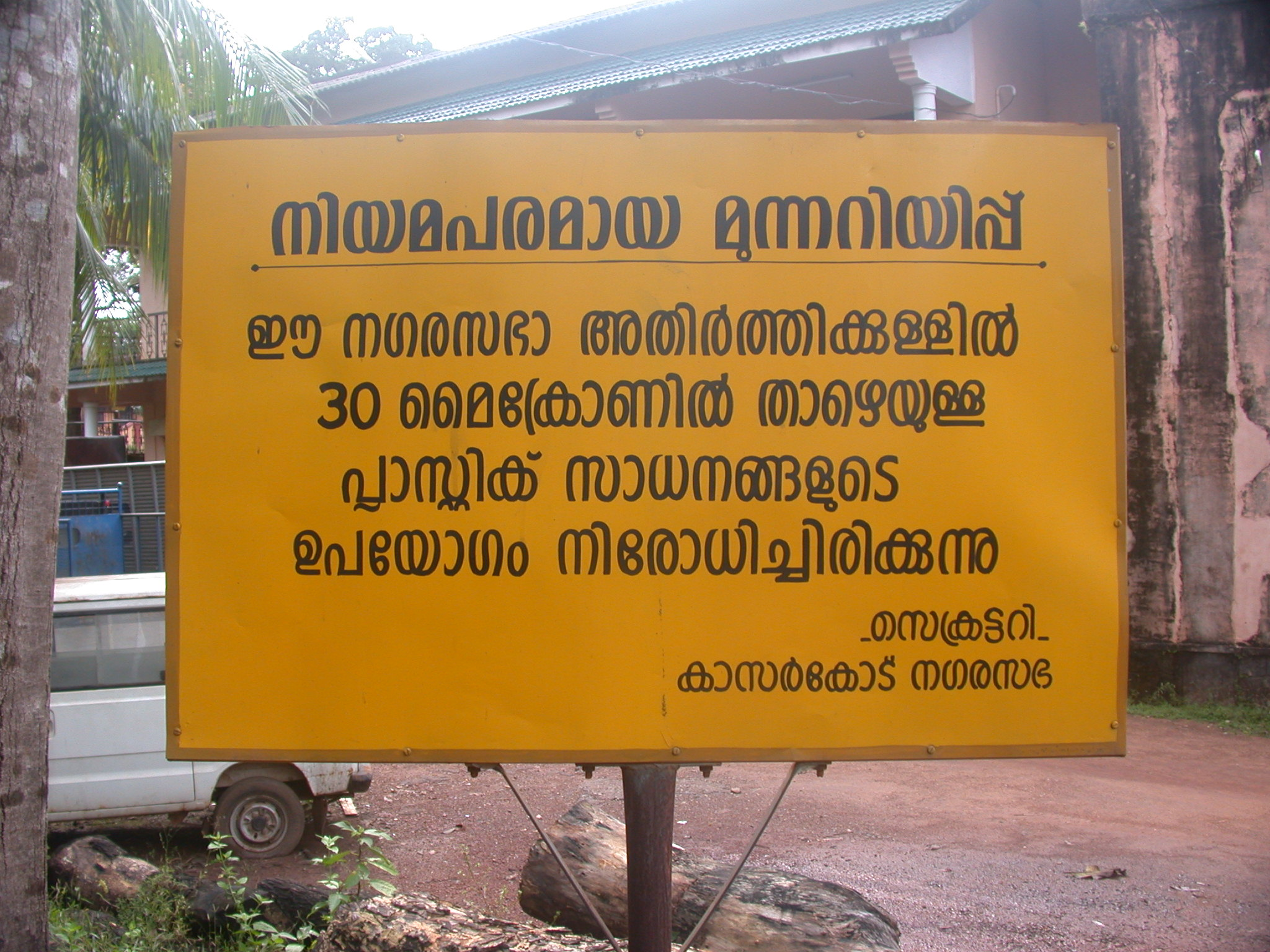
インド、ケーララ州カサラゴドで30ミクロンより薄いポリエチレン袋の使用が禁止されていることを示す標識。

香港では一定の厚さ以下のレジ袋の無償提供を小売業者に禁じている。2015年4月1日より香港全域で50セントのレジ袋課金制度が導入され、課金制度の導入後レジ袋の使用量は90％減少した。香港では急速にレジ袋の使用が廃止されつつある兆候が見られる。

#### インド

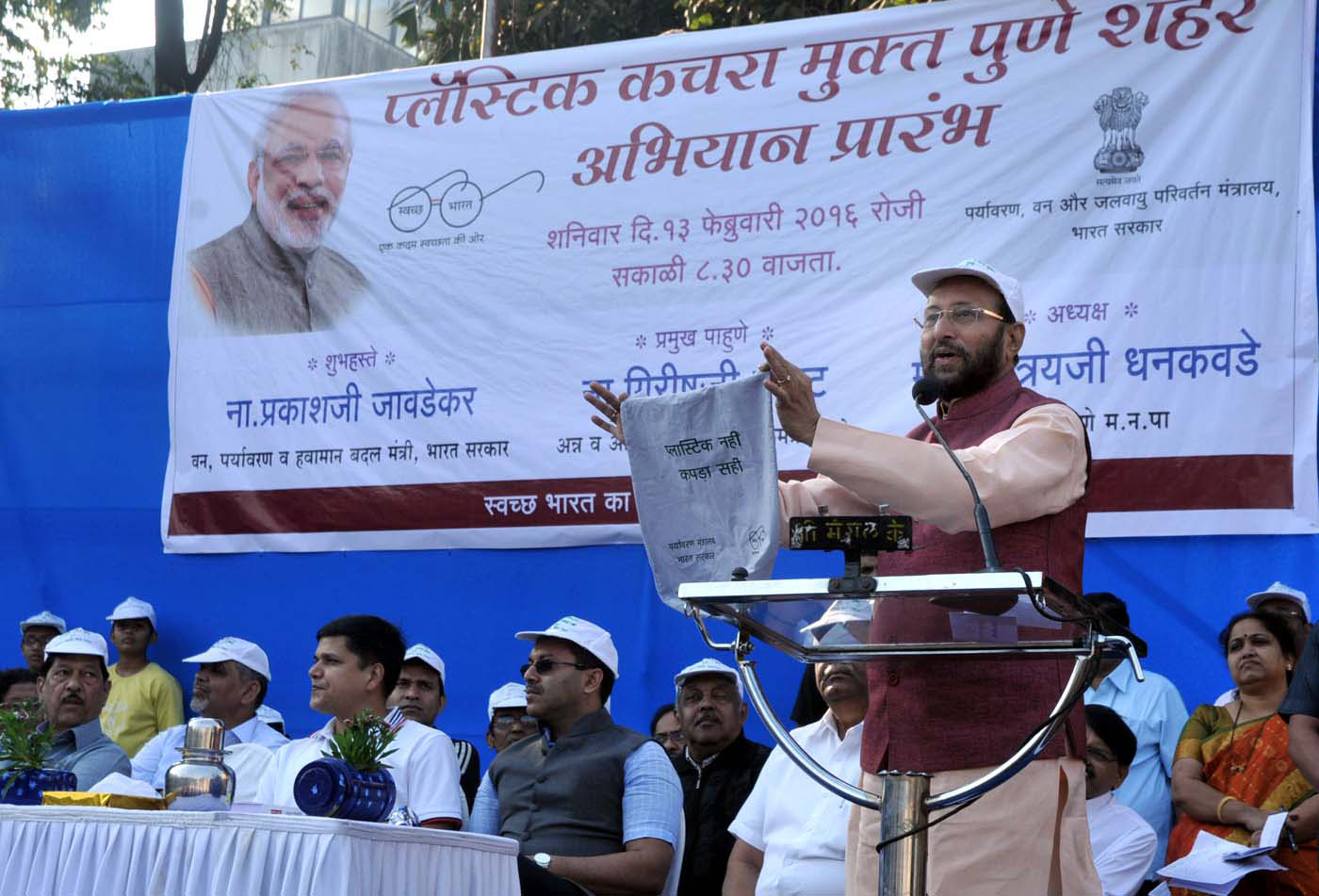
2016年プネーで開催されたプラスチック廃棄物ゼロキャンペーンでレジ袋を掲げて演説する環境・森林・気候変動担当国務大臣（独立担当）のプラカシュ・ジャバデカル氏。

インドでは2002年排水システムの詰まりや、牛が食物と誤ってレジ袋を飲み込むことを防ぐ目的で、20ミクロン未満の厚さのレジ袋の生産を禁止した。しかし取り締まりの実施には依然として課題がある。環境・森林・気候変動省は2016年3月18日、50ミクロン未満のすべてのポリエチレン袋の禁止を規定したが、国レベル規則の実施が不十分なため州や地方自治体が独自に規制を定めることとなった。
2016年インド初の完全有機農業州であるシッキム州は、政府の会議や行事におけるペットボトル入り飲料水の使用と、州全体でのポリスチレン製の食品容器の使用を禁止した。ヒマーチャル・プラデーシュ州は30ミクロン未満のレジ袋を最初に禁止した州である。カルナータカ州はレジ袋・ビニールバナー・旗・ビニール皿・カップ・スプーン・ラップフィルム・食卓用ビニールシート・梱包用緩衝材・マイクロビーズプラスチックなど、形状や厚さに関わらずあらゆる形態のプラスチック製品を禁止した最初の州となった。ゴア州では40ミクロン以下の袋を禁止し、ムンバイ市では50ミクロン未満の袋を禁止している。マハーラーシュトラ州政府は2018年6月23日から、タミル・ナードゥ州政府は2019年1月1日から、それぞれプラスチックの使用を禁止した。

#### インドネシア
2016年よりインドネシア環境省はインドネシア国内の23都市の小売業者（ミニマーケット、スーパーマーケットなど）に対し、消費者に1枚あたり200〜5000ルピアのレジ袋代金を課すよう義務付けた。これは生分解性レジ袋にも適用され、得られた収益はNGOと協力して廃棄物管理の公共資金として使用されている。
バリ島では2019年7月よりレジ袋・ストロー・発泡スチロールが禁止された。その後ジャカルタ・スラバヤ・バンドン・スマラン・ボゴールなどの主要都市も軽量レジ袋を禁止した。

#### フィリピン
フィリピンは廃棄物管理法が18年前に施行されたにもかかわらず、2015年の研究によると世界で3番目に海洋汚染を引き起こしている国である。プラスチック規制の取り組みは政治的意思の欠如や当局の汚職・腐敗によって妨げられている。マニラ首都圏の都市でタギッグ、カロオカン、マラボン、バレンズエラ、ナボタス、サンフアンでは規制や禁止の実施がはかどっていない。これらの地域には数百のプラスチックおよびゴム製造企業が存在し、バレンズエラでは市長の家族が60ヘクタールの「プラスチックシティ産業」用地を所有さえしている。
2010年ムンティンルパ市は、マニラ首都圏で初めて商店におけるレジ袋と発泡スチロールの使用を禁止した。その後ラスピニャス市（2012年1月2日）、パシッグ市（2012年1月1日）、ケソン市（2012年9月1日、課金）、パサイ市（2012年9月1日、課金）、マカティ市（2013年6月30日）、パラニャーケ市（2021年6月）と続いた。
2019年7月4日フランシス・パンギリナン上院議員は、飲食店・店舗・市場・小売業者における使い捨てプラスチック製品の輸入・製造・使用を禁止し、段階的に廃止する法案を提出した。

#### シンガポール
シンガポールでは2023年7月3日以降、大型スーパーマーケットに対しレジ袋1枚につき最低5セントの課金が義務付けられた。この政策は国家環境庁によって施行されている。導入後6か月間でレジ袋の配布は大幅に減少し、一部店舗では50〜80％の削減が報告された。

#### 台湾
台湾では2003年1月軽量レジ袋の無料配布が禁止され、百貨店・ショッピングモール・スーパーマーケット・コンビニエンスストア・ファストフード店・一般飲食店などは客に無料でレジ袋を提供することができなくなり、多くの店舗が再生紙箱を使用している。2006年食品サービス業者には無料提供が再び許可されたが、2018年2月政府はあらためてレジ袋の段階的禁止計画を発表、それによれば2019年までに店内使用禁止、2020年には特定店舗での提供を禁止、2025年からは価格引き上げ、2030年には軽量レジ袋・使い捨てプラスチック食器/容器の全面禁止を予定している。

#### タイ
タイでは2020年、レジ袋を含むすべての無料の使い捨てプラスチックの使用が禁止された。

### オセアニア

#### オーストラリア
オーストラリアでは全ての州および準州で軽量レジ袋は禁止されている。タスマニア州のコールズ・ベイがオーストラリアで初めて軽量レジ袋を禁止した地域である。南オーストラリア州では「ゼロ・ウェイスト」プログラムの導入により、2008年10月に禁止が実施され、これにより年間4億枚のレジ袋が削減されたと推定されている。西オーストラリア州とクイーンズランド州は2018年7月に、ビクトリア州は2019年11月に禁止を導入した。オーストラリアで最大手の2つのスーパーマーケットチェーンが軽量レジ袋を禁止した結果、レジ袋の使用量は3か月で80%減少した。

#### ニュージーランド
経済協力開発機構のデータによると、ニュージーランドは一人当たりの都市ごみ排出量が先進国で最も多い国の一つである。2018年8月10日2018年ニュージーランド労働党政権は、首相ジャシンダ・アーダーンと環境担当大臣ユージーニー・セージが1年以内に軽量レジ袋を段階的に廃止することを表明し、同年12月18日政府は、持ち手があり厚さ70ミクロン未満のすべてのレジ袋（生分解性・堆肥化可能・酸化分解性のものを含む）を2019年7月1日から禁止すると発表した。これに違反した小売業者には最大で10万ニュージーランドドルの罰金が科される。
2022年10月1日以降、ポリ塩化ビニル製食品トレイ・発泡スチロール製の持ち帰り用および飲料用容器・発泡スチロール製食品および飲料容器・劣化促進添加剤を含むプラスチック・プラスチック製マドラー・プラスチック製綿棒が禁止された。2023年7月1日にはレジ袋・使い捨てプラスチック製食器（皿・ボウル・フォーク・スプーンなど）・ストロー（医療用途を除く）・野菜や果物のプラスチック製ラベルなども禁止された。

### 欧州

#### EU加盟国方針
2013年11月欧州委員会は、50ミクロン未満の軽量レジ袋の消費削減を目的とした提案を発表し、この提案の下EU加盟国はレジ袋の使用抑制に最適な手段を選ぶことができる。2015年4月29日欧州議会は2017年までに50％、2019年までに80％のレジ袋削減を目指す「欧州指令2015/720」を可決した。

#### ベラルーシ
ベラルーシでは2021年1月から使い捨てのプラスチック皿・カトラリー・食品包装が禁止されるが、軽量レジ袋をこの禁止に含めることを検討中である。

#### デンマーク
2003年デンマークは小売業者によるレジ袋の提供に課税する制度を導入した。これによりプラスチックおよび紙袋の約66％が削減されたと考えられている。2004年にはグリーンランド議会も同様の法律を制定しレジ袋にリサイクル税を課した。2014年までにはデンマークのレジ袋使用量は欧州で最少となり1人年間4枚であり、ポルトガル・ポーランド・スロバキアの466枚と比べて著しく少なかった。

#### ドイツ
ドイツでは2019年1月1日、包装用レジ袋の使用数を制限する「The German Packaging Act」が導入された。これにより該当する企業は製品の流通前に政府に登録することが義務付けられ、違反者には最大20万ユーロの罰金および販売禁止が科される。この改正では市場にリサイクル義務も課せられており、レジ袋リサイクル必達率が2019年には36％、2022年には63％に引き上げられた。さらに2021年2月9日には改正案が出され、2022年1月1日からレジ袋を含むすべての使い捨てプラスチックの使用が禁止された。

#### ギリシャ
ギリシャではレジ袋はかつて年間約40億枚が生産され1人あたり年間300枚以上を廃棄していたが、そのうちリサイクルされたのは10％に過ぎなかった。2018年1月1日より1枚あたり4セントの課金が導入され、2019年1月1日には7セントに引き上げられた。2021年7月1日には業者によるレジ袋および使い捨てプラスチック容器の注文・販売禁止が法制化された。

#### アイルランド
アイルランドでは2002年3月に0.15ユーロの税金が導入され、消費者の90％が1年以内に長寿命の買い物袋を使用するようになった。2007年には0.22ユーロに引き上げられた。購入支払い時の顧客反応調査では、60％が中立・14％が肯定的・26％が否定的であったが、この税収は環境基金として関連事業に活用され、消費者からは支持されている。

#### モルドバ
モルドバ議会は2019年1月からレジ袋の段階的廃止を開始し、2021年1月1日から全面禁止を施行した。

#### オランダ
オランダでは2016年1月1日から無料のレジ袋が全面的に禁止された。レジ袋の目標価格は0.25ユーロである。

#### ポーランド
ポーランドでは2018年1月1日プラスチックリサイクル賦課金が導入された。軽量レジ袋は最低でも0.25ズウォティ（付加価値税を含む）とし、小売店はそれ以上の価格を課すことができる。政府はこれにより2018年の国家予算に11億ズウォティがもたらされ、加えて袋の販売により約2億5千万ズウォティの付加価値税収入が得られると見積もった。

#### ポルトガル
ポルトガルでは2016年軽量レジ袋に対し10セント（ユーロ）のレジ袋税を導入し、１年後にその使用は90%減少した。多くの小売業者はこの税の対象外である厚手（再利用可能）のレジ袋を同額で販売し始めた。ポルトガル政府がこの税を導入する以前、一部のスーパーマーケットではすでに1枚につき2セント（ユーロ）の料金を課しており、マデイラ島ではこの料金制度が導入された地域でレジ袋の消費が64%減少した。のち2021年にはレジ袋は全面禁止された。

#### ルーマニア
ルーマニアでは2006年に法律578/2006が導入され、2011年には法律1032/2011として改正、生分解性でないレジ袋に対する強制課税が実施され、ついで軽量レジ袋は2019年1月1日に禁止された。

#### セルビア
セルビアではレジ袋の製造業者および輸入業者に対して税が課されている。さらに軽量レジ袋の禁止と生分解性袋への課金を導入し、2019年までに一人当たりの袋使用量を90枚未満にする計画があった。主要スーパーマーケットでは2018年に1袋2ディナールの課金を開始した。

#### スペイン
スペインでは2018年7月1日にレジ袋への課金が導入された。カタルーニャ州では先行して2017年4月からこの制度が施行されている。

#### スイス
2016年スイスの2大スーパーマーケットチェーンであるミグロスおよびコープは、レジでの無料レジ袋配布を段階的に廃止することを発表した。両社は有料袋による収益を利益とせず環境プロジェクトに投資することを明言した。ミグロスはすでに2013年からヴォー州でこの措置を試験的に実施しておりレジ袋の配布数を90%削減し、年間10万フランの節約を実現した。ミグロスは全国でこの措置を2016年11月1日から導入する最初の企業となり、袋は再生プラスチックで作られ1枚0.05スイスフランで販売される。コープは2017年に導入予定とした。

#### 英国
英国では2008年気候変動対策法がレジ袋規制の法的枠組みとして機能している。2022年7月の報告によれば主要小売業者におけるレジ袋の使用は2014年以降97%減少しており、その多くは2015年に導入された5ペンスの課金後に生じた。
イングランドではかつて小売業者がレジ袋削減措置を自主的に実施していたが、2015年10月5日から5ペンス課金が導入された。この課金は紙袋や自然素材製袋には適用されない。売上に対する付加価値税は政府により徴収されるが、課金収益の使途は小売業者の裁量に委ねられている。政府は毎年この制度の情報を公表し収益の慈善団体への寄付を奨励している。
制度導入から最初の6か月間で、イングランドの主要7スーパーマーケットでは6億4000万枚のレジ袋が使用され、善意の目的に2920万ポンドが集まった。その半年間で配布された使い捨て袋は6億枚であり2014年よりも70億枚も減少した。あらゆる所得層・年齢層で男女の別なく使い捨て袋の使用が減少し、すべての層で制度の効果が認められた。導入1か月後にはこの制度への支持が上昇、支持する人々は他のプラスチック廃棄物削減政策への支持も強める傾向があったとされ政策支持の「波及効果」が示唆された。
従業員250人未満の小売業者は当初課金の適用外であったがこの例外規定は制度の環境効果を減じるとされ、これに応じ英国政府はすべての小売業者への適用と10ペンスへの倍額を計画し、2021年4月からの施行が予定された。2021年5月21日イングランドではすべての事業者に対して10ペンスの課金が施行された。
ウェールズでは2011年10月にほぼすべての使い捨て袋に対して最低5ペンスの法定課金が導入された。紙袋および生分解性袋も課金の対象であり、未包装の食品やNHS処方薬など一部の例外は除外される。課金によって得られる付加価値税は政府により徴収され、残りの収益については小売業者に慈善団体への寄付が求められている。課金導入以降の使い捨て袋使用は71%減少した。
北アイルランドでは2013年4月8日にほぼすべての使い捨て袋に5ペンスの賦課金が導入された。2014年1月19日からは20ペンス未満の再利用可能袋にも拡大された。これは使い捨て袋への課金導入後に再利用袋の販売が800%増加したことに対応する措置である。2013/14年における賦課金収入は417万ポンドであり、環境省により地方環境プロジェクトおよび施行に使用された。公式統計では使い捨て袋の配布数は2012/13年の約3億枚から2013/14年には8,450万枚へと減少し、72%の削減となった。
スコットランドでは2014年10月20日に使い捨て袋に対して最低5ペンスの課金が施行された。この措置は英国全体の法律ではなくスコットランド気候変動法2009に基づく法令として制定された。収益は小売業者が自由に使用できるが、善意の目的に寄付するよう奨励されている。この課金は紙や生分解性袋も含まれる。

### 北米

#### 米国

米国各州・領土における軽量レジ袋の段階的廃止状況（2024年時点。グアム、メイン、ニューヨーク、バーモントの法律は可決された発効前で表示されていない）
禁止
いくつかの種類に課金
課金または禁止（各自治体裁量）

米国ではカリフォルニア州・コネチカット州（2021年7月）・デラウェア州（2021年）・ハワイ州（事実上）・メイン州（2021年1月）・ニュージャージー州（2022年5月）・ニューヨーク州・オレゴン州・バーモント州（2020年7月）・ワシントン州（2021年）・アメリカ領サモア、グアム（2021年）・北マリアナ諸島・アメリカ領ヴァージン諸島・プエルトリコでは軽量レジ袋が禁止されている。2018年9月までに、約350の郡および自治体が、レジ袋に対する課金または禁止を定めた条例を制定しており、これにはハワイ州のすべての郡が含まれている。2019年8月時点で同州の122の市町村がすでに禁止しており、マサチューセッツ州など他の州でも禁止が試みられてきたが、レジ袋業界のロビー活動により頓挫させられている。コネチカット州・ワシントンD.C.と隣接するメリーランド州モンゴメリー郡などでは課金のみ実施している。
カリフォルニア州上院は2014年に上院法案270号を可決し食料品店における無料の軽量レジ袋を禁止した。この禁止措置では食料品店で提供されるレジ袋は厚さ2.25ミリメートル以上、再生素材を40%以上含みカリフォルニア州内でリサイクル可能でなければならないと規定されている。この法案は段階的な厳格化を前提として可決され違反者には罰金が科される。2024年9月ギャビン・ニューサム州知事は2026年から州全体で全てのレジ袋を禁止する法案に署名した。

#### カナダ
カナダ・マニトバ州の小さい町であるリーフ・ラピッズは、2007年3月に北米で初めてレジ袋を禁止した自治体である。
トロント市議会は2012年6月6日、2013年1月1日からのレジ袋禁止と、2012年7月1日からの5セント袋料金の廃止を可決した。業界団体の働きかけにより、2013年1月1日から6月30日までの猶予期間中は罰金を科さず警告のみとされた。しかし2012年11月28日に禁止と課金の両方が撤回され各小売業者の判断に委ねられている。一部の全国チェーン店をのぞきほとんどの店舗では課金していない。
カナダ政府は、2021年にストロー・綿棒・使い捨て食器・風船用スティックを含む使い捨てプラスチックの禁止を計画していたが、新型コロナウイルスの影響で実施は2022年12月20日に延期された。
| 州/準州                            | 自治体                       | 可決日         | 適用日                                                               | 効果                                                         |
| ---------------------------------- | ---------------------------- | -------------- | -------------------------------------------------------------------- | ------------------------------------------------------------ |
| アルバータ                         | ウッドバッファロー地域自治体 | 2010年4月10日  | 2010年9月10日                                                        | 禁止。再利用可能袋は少なくとも2.25ミリメートルの厚さが必要。 |
| ブリティッシュコロンビア           | ビクトリア                   | 2017年12月17日 | 2018年7月1日                                                         | 禁止                                                         |
| マニトバ                           |                              |                |                                                                      |                                                              |
| リーフラピッド                     | 2007年3月22日                | 2007年4月2日   | 禁止                                                                 |                                                              |
| トンプソン                         | 2010年9月27日                | 2010年12月31日 | 禁止。再利用可能袋は少なくとも2.25ミリメートルの厚さが必要。         |                                                              |
| ニューブランズウィック             |                              |                |                                                                      |                                                              |
| ディエップ                         | 2019年6月10日                | 2020年10月1日  | 禁止                                                                 |                                                              |
| モンクトン                         |                              | 2020年10月1日  | 禁止                                                                 |                                                              |
| リバービュー                       | 2019年6月10日                | 2020年10月1日  | 禁止                                                                 |                                                              |
| ニューファンドランド・ラブラドール | 州全体                       | 2019年4月9日   | 2020年10月1日                                                        | 禁止                                                         |
| ノースウエスト                     | 州全体                       |                | 2011年2月1日                                                         | 課金（25セント）                                             |
| ノバスコシア                       | 州全体                       | 2019年10月30日 | 2020年10月30日                                                       | 禁止                                                         |
| ヌナブト                           | ベイカーレイク               | 2021年6月3日   | 2021年6月3日                                                         | 禁止                                                         |
| プリンスエドワードアイランド       | 州全体                       |                | 2019年7月                                                            | 禁止                                                         |
| ケベック                           |                              |                |                                                                      |                                                              |
| ブロサード                         | 2016年2月16日                | 2016年9月1日   | 禁止（生分解性も）                                                   |                                                              |
| ドゥ＝モンターニュ                 | 2009年                       |                | 禁止                                                                 |                                                              |
| ハンティンドン                     | 2008年                       |                | 禁止（新聞包装用も）                                                 |                                                              |
| モントリオール                     | 2016年8月23日                | 2018年1月1日   | 禁止（生分解性も）。再利用可能袋は少なくとも50ミクロンの厚さが必要。 |                                                              |
| サスカチュワン                     | レジャイナ                   | 2020年5月31日  | 2022年2月1日                                                         | 禁止                                                         |
| ユーコン                           |                              |                |                                                                      |                                                              |
| 州全体                             |                              | 2022年1月1日   | 禁止                                                                 |                                                              |
| カーマックス                       |                              | 2019年8月1日   | 禁止                                                                 |                                                              |

### 中南米

#### アルゼンチン
アルゼンチンでは2009年ブエノスアイレス州知事ダニエル・シオリが法律13868号を承認し、2009年末までにすべての非生分解性レジ袋を段階的に廃止し分解可能な素材に置き換えることを義務づけた。それ以前に、ネウケン州・チュブ州・リオ・ネグロ州・ロサリオ市・ビジャ・ヘセル市・バリローチェ市などの州や都市ではスーパーマーケットでのレジ袋の配布がすでに禁止されていた。
2012年、ブエノスアイレス市政府はスーパーマーケットでのレジ袋課金を認め、これにより使用量が50%減少したとされている。2017年1月1日からはスーパーマーケットおよび大型小売店におけるレジ袋の配布は全面的に禁止された。

#### バハマ
バハマ政府は環境NPOであるバハマ・プラスチック・ムーブメントの市民科学調査・啓発活動・青少年運動の成果を受け、2020年に使い捨てプラスチック（軽量袋を含む）を禁止した。

#### チリ
チリでは2018年5月、下院が全国の小売業者によるレジ袋の段階的廃止に賛成票を投じ、 同年8月議会と大統領により法律が承認され 、チリはラテンアメリカで最初にレジ袋を禁止した国となった。2018年8月3日からは1回の購入につき2枚までのレジ袋しか提供できなくなり、6か月後にはスーパーマーケットおよび大規模小売業者による配布が完全に禁止され、2020年8月3日からは小規模事業者にも全面禁止が適用された。環境大臣カロリーナ・シュミットは、これにより何十億枚ものレジ袋が使用されなくなったと述べている。
この全国的な禁止の前にも既に地域レベルで同様の規制が存在しており、2017年時点で約80の自治体がレジ袋の配布を制限していたほか、一部の海岸部や湖畔地域では完全に禁止されていた。

#### コロンビア
2015年の時点でコロンビアは、2020年までにレジ袋の使用を80%削減し2025年までに完全廃止する計画を立てていた 。2016年4月29日、環境省は30センチメートル四方未満サイズのレジ袋の禁止を決議し、2017年7月1日からは1枚につき20ペソの課税が開始され、2020年まで毎年10ペソずつ増額される計画が施行された。

#### グアテマラ
グアテマラでは、サン・ペドロ・ラ・ラグーナ、アカテナンゴ、ビジャ・カナレス、サン・ミゲル・ペタパ、トトニカパンなど、いくつかの自治体がレジ袋を禁止している。

#### ジャマイカ
ジャマイカ政府は2018年9月17日、軽量レジ袋の不適切廃棄による排水管の詰まりや高額な清掃費用への対策のため、軽量レジ袋の輸入・製造・流通・使用の全面禁止を発表し2019年1月1日から施行した。 禁止は段階的に更新され最新の段階は2021年1月1日に発効された。

#### メキシコ
メキシコでは、バハ・カリフォルニア州、メキシコシティ、コリマ州、ドゥランゴ州、イダルゴ州、ミチョアカン州、モレロス州、ナヤリット州、ヌエボ・レオン州、オアハカ州、ケレタロ州、キンタナ・ロー州、ソノラ州、タバスコ州、ベラクルス州、ユカタン州、サカテカス州においてレジ袋が禁止されている。

#### パナマ
パナマは2017年レジ袋禁止法案を可決し2019年7月20日に施行された。卸売業者は2020年1月までに在庫を廃止することが求められた。

#### ウルグアイ
2018年ウルグアイ議会は法律第19655号を可決し、国内における非生分解性軽量レジ袋の製造・輸入・販売を禁止した 。2019年7月1日以降は生分解性袋のみが商業用途で認められ1枚あたり4ペソの税金が課される。政府機関によれば、この法律の施行後数日でレジ袋の使用が80%減少したとされている